# NGC 772
NGC 772 (другие обозначения — UGC 1466, MCG 3-6-11, ZWG 461.18, KARA 80, Arp 78, IRAS01565+1845, PGC 7525) — спиральная галактика (Sb) в созвездии Овен.
Этот объект входит в число перечисленных в оригинальной редакции «Нового общего каталога», а также включён в атлас пекулярных галактик.
NGC 772 во многом похожа на нашу галактику: обе имеют несколько спутниковых галактик — небольших галактик поблизости, гравитационно связанных с ними. Но NGC 772 является пекулярной галактикой и спиральной галактикой без перемычки: у неё отсутствует центральная структура, известная как перемычка, имеющаяся у многих других галактик. Один из спиральных рукавов NGC 772 деформирован одной из этих галактик-спутников — NGC 770.
В галактике наблюдался взрыв сверхновой SN 2003iq. Также в ней вспыхнула сверхновая SN 2003hl типа II, её пиковая видимая звездная величина составила 16,5.
Галактика NGC 772 входит в состав группы галактик NGC 772. Помимо NGC 772 в группу также входят NGC 770, UGC 1519 и UGC 1546.